# Príncipe mecánico
Príncipe mecánico es una novela juvenil escrita por Cassandra Clare. Es la segunda novela de la trilogía Cazadores de Sombras: Los orígenes. Está escrito desde la perspectiva de la protagonista, Tessa Gray, que vive en el Instituto de Londres entre los cazadores de sombras, un grupo de seres mitad-ángel-mitad-humano llamados Nefilim. Después de los recientes fracasos de Charlotte, la directora del Instituto, el Consejo de los Cazadores de Sombras comienzan a cuestionar su capacidad para dirigir. Ahora Tessa , Will y Jem deben encontrar Mortmain - Un empresario del mal que quiere destruir a todos los Nefilim en el mundo o evitar el riesgo de perder el control del Instituto y que quede a manos de Benedict Lightwood. 
El libro también contiene muchas citas que se refieren a piezas famosas de la literatura victoriana, por ejemplo, Alfred Tennyson, El palacio del arte, de Charles Dickens, Historia de dos ciudades, y las obras de Samuel Taylor Coleridge.

## Argumento
En el mundo subterráneo mágico de Londres victoriano, Tessa Gray por fin encontró la seguridad que buscaba pasando su tiempo con los cazadores de sombras. Pero resulta que esta misma seguridad no dura cuando las fuerzas rebeldes del grupo de la Clave insisten que su protectora, Charlotte Branwell, deje de ser el líder del Instituto. Si Charlotte pierde su posición, no habrá nadie que proteja a Tessa y estará completamente sola en las calles. Con la ayuda del bello y autodestructivo Will, junto a Jem que es ferozmente dedicado, Tessa descubre que la guerra del Magister con los cazadores de sombras es profundamente personal. Él les echa la culpa de una tragedia de hace mucho tiempo que destrozó su vida. Para desentrañar los secretos del pasado, el trío viaja del brumoso Yorkshire para una casa de campo que tiene horrores sin cuento. En los suburbios de Londres, llegan a un salón de baile encantado donde Tessa descubre que la verdad de su parentesco es más siniestro de lo que había imaginado. Cuando se encuentran con un demonio que le lleva una advertencia a Will, se dan cuenta de que el propio Magister sabe todos sus movimientos y que uno de ellos los ha traicionado. Tessa encuentra que su corazón late más y más por Jem, pero su deseo por Will, a pesar de su mal humor, continúa su inquietud. Pero algo está cambiando en Will; el muro que ha construido en su corazón se está desmoronando. Encontrando el Magister puede que sea suficiente para liberar sus secretos, y quizás darle a Tessa las respuestas sobre quién ella es y su propósito en esta vida. Mientras la búsqueda peligrosa de la verdad continúa, Tessa aprende que cuando el amor y las mentiras se mezclan, pueden destrozar incluso el corazón más puro.